# Fiat Bravo II

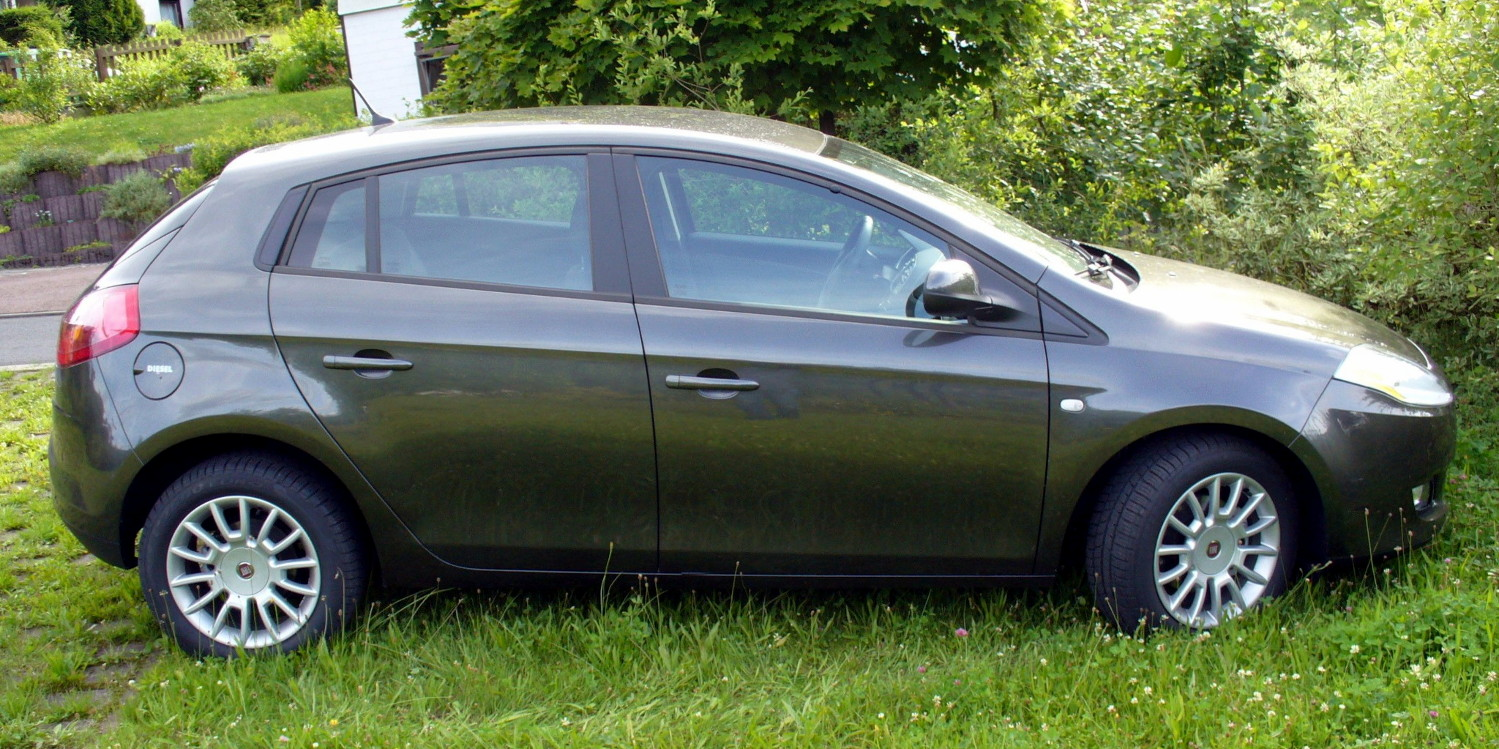
Vista lateral

El Fiat Bravo, codificat com a Projecte 198, és un automòbil del segment C produït pel fabricant italià d'automòbils FIAT des del 2007 i presentat en el Saló de l'Automòbil de Ginebra el març de 2007. Es presenta sota una única configuració de carroceria hatchback de cinc portes que va ser llançada al mercat per a substituir el Fiat Stilo. S'espera a una versió familiar per a finals del 2008 i una variant CX-OVER per a mitjans del 2009.

## Prestacions, consums i emissions
Dades oficials del fabricant

### Motors dièsel
| Denominació                 | 1.6 multijet 105cv. | 1.6 multijet 120cv. | 1.9 multijet 120cv. | 1.9 multijet 150cv. |
| Velocitat màxima            | 187                 | 195                 | 194                 | 209                 |
| Acceleració 0-100Km/h (s)   | 11,3                | 10,5                | 10,5                | 9                   |
| Acceleració 0-1000 m (s)    | --                  | --                  | --                  | --                  |
| Consum urbà (l/100 km)      | 6,3                 | 6,3                 | 6,9                 | 7,6                 |
| Consum extraurbà (l/100 km) | 4,1                 | 4,1                 | 4,3                 | 4,5                 |
| Consum mig (l/100 km)       | 4,9                 | 4,9                 | 5,3                 | 5,6                 |
| Emissions de CO₂ (gr/km)    | 129                 | 129                 | 139                 | 149                 |

### Motors gasolina
| Denominació                 | 1.4 - 16v. | 1.4 Turbojet 120cv. | 1.4 Turbojet 150cv. |
| Velocitat màxima            | 179        | 197                 | 212                 |
| Acceleració 0-100Km/h (s)   | 12,5       | 9,6                 | 8,5                 |
| Acceleració 0-1000 m (s)    | --         | --                  | --                  |
| Consum urbà (l/100 km)      | 8,7        | 8,7                 | 9,3                 |
| Consum extraurbà (l/100 km) | 5,6        | 5,6                 | 5,8                 |
| Consum mig (l/100 km)       | 6,7        | 6,7                 | 7,1                 |
| Emissions de CO2 (gr/km)    | 158        | 158                 | 167                 |

## Seguretat
El Fiat Bravo II va passar el test de seguretat Euro NCAP amb els següents resultats
- Adult ocupant =

- Infant ocupant =

- Vianant =

## Motoritzacions

### Motors dièsel
| Denominació                   | 1.6 multijet 105cv.                                                                   | 1.6 multijet 120cv.                                                                       | 1.9 multijet 120cv                                                                        | 1.9 multijet 150cv.                                                                       |
| Potència màxima CV - kW / rpm | 105 - 77 / 4000                                                                       | 120 - 88 / 4000                                                                           | 120 - 88 / 4000                                                                           | 150 - 110 / 4000                                                                          |
| Parell màxim Nm / rpm         | 290 / 1500                                                                            | 300 / 1500                                                                                | 255 / 2000                                                                                | 305 / 2000                                                                                |
| Situació                      | davanter transversal                                                                  | davanter transversal                                                                      | davanter transversal                                                                      | davanter transversal                                                                      |
| Nombre de cilindres           | 4 en línia                                                                            | 4 en línia                                                                                | 4 en línia                                                                                | 4 en línia                                                                                |
| Material del bloc / culata    | ferro fos / alumini                                                                   | ferro fos / alumini                                                                       | ferro fos / alumini                                                                       | ferro fos / alumini                                                                       |
| Diàmetre x carrera (mm)       | 79,5 x 80,5                                                                           | 79,5 x 80,5                                                                               | 82 x 90,4                                                                                 | 82 x 90,4                                                                                 |
| Cilindrada (cm3)              | 1.598                                                                                 | 1.598                                                                                     | 1.910                                                                                     | 1.910                                                                                     |
| Relació de compressió         | 16,5                                                                                  | 16,5                                                                                      | 18                                                                                        | 17,50                                                                                     |
| Distribució                   | 4 vàlvules per cilindre. Dos arbres de lleves a la culata                             | 4 vàlvules per cilindre. Dos arbres de lleves a la culata                                 | 2 vàlvules per cilindre. Un arbre de lleves a la culata                                   | 4 vàlvules per cilindre. Dos arbres de lleves a la culata                                 |
| Alimentació                   | inj. directa múltiple. Conducte comú. Turbo compressor de geometria fixa. Intercooler | inj. directa múltiple. Conducte comú. Turbo compressor de geometria variable. Intercooler | inj. directa múltiple. Conducte comú. Turbo compressor de geometria variable. Intercooler | inj. directa múltiple. Conducte comú. Turbo compressor de geometria variable. Intercooler |

### Motors gasolina
| Denominació                   | 1.4 - 16v.                                                | 1.4 Turbojet 120cv.                                       | 1.4 Turbojet 150cv.                                       |
| Potència màxima CV - kW / rpm | 90 - 66 / 5500                                            | 120 - 88 / 5000                                           | 150 - 110 / 5500                                          |
| Parell màxim Nm / rpm         | 128 / 4500                                                | 206 / 1750                                                | 206 / 2250                                                |
| Situació                      | davanter transversal                                      | davanter transversal                                      | davanter transversal                                      |
| Nombre de cilindres           | 4 en línia                                                | 4 en línia                                                | 4 en línia                                                |
| Material del bloc / culata    | ferro fos / alumini                                       | ferro fos / alumini                                       | ferro fos / alumini                                       |
| Diàmetre x carrera (mm)       | 72 x 84                                                   | 72 x 84                                                   | 72 x 84                                                   |
| Cilindrada (cm3)              | 1.368                                                     | 1.368                                                     | 1.368                                                     |
| Relació de compressió         | 11                                                        | 9,8                                                       | 9,8                                                       |
| Distribució                   | 4 vàlvules per cilindre. Dos arbres de lleves a la culata | 4 vàlvules per cilindre. Dos arbres de lleves a la culata | 4 vàlvules per cilindre. Dos arbres de lleves a la culata |
| Alimentació                   | inj. indirecta seqüencial                                 | inj. indirecta.-Turbo compresor.                          | inj. indirecta.-Turbo compresor.                          |